# Goldwind
Goldwind Science & Technology Company Limited («Голдвинд») — китайская компания, которая разрабатывает и производит ветрогенераторы и запасные части к ним, а также строит, обслуживает и эксплуатирует ветряные электростанции и системы очистки воды в Китае и мире. Основана в 1998 году, штаб-квартира расположена в Пекине.
Goldwind входит в «большую пятёрку» мировых производителей ветряных турбин, наряду с Vestas, Siemens Gamesa, GE Wind Energy и Envision Group.

## История
В 1989 году компания Xinjiang Wind Power получила 3,2 млн долларов от правительства Дании для покупки 13 ветряных турбин и в 1990 году ввела в эксплуатацию ветряную электростанцию в Дабаньчэне. В 1998 году инженер У Ган, ранее работавший в Xinjiang Wind Power, основал в Урумчи собственную ветроэнергетическую компанию Goldwind («Золотой ветер»).
На начальном этапе своего развития Goldwind получила большие государственные кредиты и субсидии. В начале 2000-х компания открыла сборочную линию в Урумчи и заключила технологическое соглашение с немецким производителем турбин Vensys Energy. В 2008 году дочерняя компания Goldwind Wind Energy (Гамбург) приобрела контрольный пакет Vensys Energy (Нойнкирхен). В 2009 году Goldwind начала экспорт ветрогенераторов в США, а число её сотрудников увеличилось до 1,5 тыс. человек; в октябре 2010 года компания вышла на Гонконгскую фондовую биржу.
По состоянию на 2013 год компания Goldwind была крупнейшим производителем ветряных турбин в Китае и вторым по величине в мире, контролируя 10 % мирового рынка. В 2015 году благодаря огромному китайскому рынку, государственным субсидиям и массовому производству Goldwind заняла первое место на мировом рынке ветрогенераторов, однако позже компания уступила лидерство датской Vestas и немецко-испанской Siemens Gamesa.
В 2016 и 2017 годах Goldwind с привлечением инвестиций от Berkshire Hathaway и Citigroup приобрела долю в двух крупных ветроэнергетических проектах в штате Техас.

## Деятельность

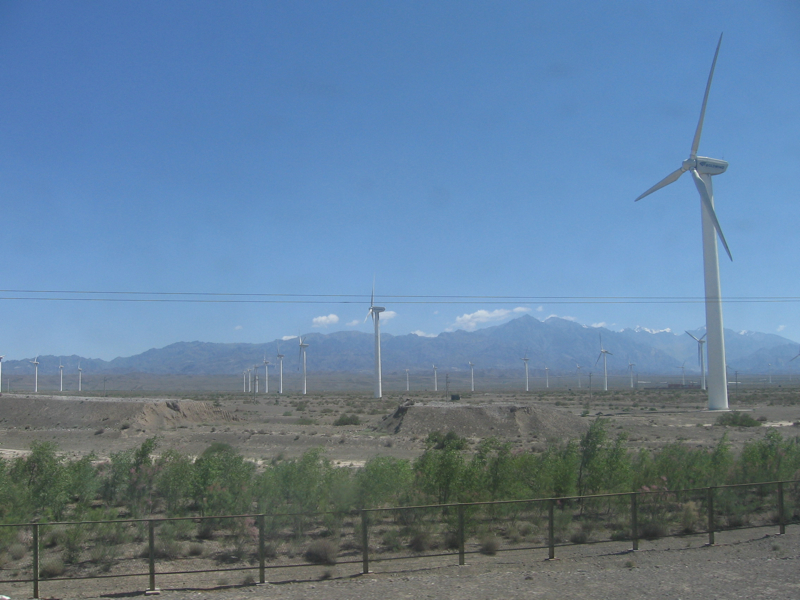
Ветряная электростанция Goldwind в Синьцзяне

Goldwind производит ветрогенераторы для наземных и морских станций. Основные заводы Goldwind расположены в Яньчэне и Урумчи, а научно-исследовательские и инновационные центры — в Яньчэне, Уси, Вэньчжоу, Сиднее, Хиннерупе и Нойнкирхене.
Также Goldwind имеет долю в ветряных и солнечных электростанциях, расположенных в Китае, Австралии, США, Панаме и Чили.
По итогам 2022 года основные продажи Goldwind пришлись на ветрогенераторы (70,3 %), развитие ветряных электростанций (14,9 %) и услуги в сфере ветряной энергетики (12,3 %). Основным рынком сбыта был Китай (90,8 %). Крупнейшие экспортные рынки Goldwind — Казахстан, Пакистан, Саудовская Аравия, Турция, Греция, Германия, США, Канада, Бразилия, Чили и Куба.

## Акционеры
Стратегическими акционерами Goldwind являются государственные корпорации Xinjiang Wind Power / Xinjiang Wind Energy, Hexie Health Insurance, China Merchants Fund Management, China Three Gorges Renewables Group и National Council for Social Security Fund. Основными институциональными инвесторами Goldwind являются GIC Private (4,54 %), Grantham, Mayo, Van Otterloo & Co. (2,78 %), Principal Global Investors (2,01 %), Dimensional Fund Advisors (1,43 %), PIMCO (1,15 %) и Argenta Spaarbank (1,11 %).